# Північна група військ (Закавказький фронт)
Не варто плутати з Північною групою військ Радянської армії й Військово-морського флоту, що дислокувалася на території Польської Народної Республіки
Північна група військ Закавказького фронту (рос. Северная группа войск Закавказского фронта) — оперативно-стратегічне об'єднання, група радянських військ, що діяла у складі Закавказького фронту у ході битви за Кавказ за часів Другої світової війни.

## Історія
Північна група військ була створена Директивою Ставки ВГК № 994147 від 8 серпня 1942 року на фондах управління 24-ї армії Закавказького фронту. До складу групи військ увійшли 9-та та 44-та армії. Командувачем групи став генерал-лейтенант Масленников І. І.
У серпні — грудні 1942 року в ході битви за Кавказ 1942—1943 років війська Північної групи військ вели Моздок-Малгобецьку та Нальчицько-Орджонікідзевську оборонні операції. При проведенні цих операції був зупинений наступ військ вермахту та його сателітів на бакинському напрямку, та створені умови для переходу в наступ.
3 січня 1943 року війська Північної групи військ Закавказького фронту перейшли в наступ на Нальчицько-Ставропольському напряму, і до 24 січня завдали ураження формуванням 1-ї танкової армії противника та звільнили Нальчик, Моздок, Єсентуки, П'ятигорськ, Мінеральні Води, Ворошиловськ (нині Ставрополь) і Армавір.
24 січня 1943 року Північна група військ переформована на Північно-Кавказький фронт, якому 5 лютого передана і Чорноморська група військ, а також оперативно підпорядкований Чорноморський флот.

## Формування Північної групи військ
| Назва                                      | Сформована                  | У складі           | Час існування                 | Бойовий шлях битви, операції, бої                                        | Бойовий шлях битви, операції, бої                                              | Склад                                                  | Подальша доля                            | Командувачі       |
| Назва                                      | Сформована                  | У складі           | Час існування                 | Оборонні                                                                 | Наступальні                                                                    | Склад                                                  | Подальша доля                            | Командувачі       |
| ------------------------------------------ | --------------------------- | ------------------ | ----------------------------- | ------------------------------------------------------------------------ | ------------------------------------------------------------------------------ | ------------------------------------------------------ | ---------------------------------------- | ----------------- |
| Північна група військ (Закавказький фронт) | з військ Кавказького фронту | Закавказький фронт | 8 серпня 1942 — 24 січня 1943 | Кавказ → «Едельвейс» → Моздок-Малгобецька → Нальчицько-Орджонікідзевська | Кавказ → Північно-Кавказька → Моздок-Ставропольська → Новоросійсько-Майкопська | 44-та, 9-та, 37-ма, 58-ма 4-й гв.кк, 5-й гв.кк 4-та ПА | перетворена на Північно-Кавказький фронт | Масленников І. І. |